# Hireharakuni, Kundgol
Hireharakuni là một làng thuộc tehsil Kundgol, huyện Dharwad, bang Karnataka, Ấn Độ.